# Niet-commutatieve meetkunde
Niet-commutatieve meetkunde is een deelgebied van de wiskunde dat zich bezighoudt met mogelijke ruimtelijke interpretaties van algebraïsche structuren, waarvoor de commutatieve wetten niet opgaan, dat wil zeggen algebraïsche structuren, waarvoor {\displaystyle xy} niet altijd gelijk is aan {\displaystyle yx}. Het resultaat van drie stappen van vier eenheden lengte kan bijvoorbeeld in niet-commutatieve ruimten verschillen van het resultaat van vier stappen van drie eenheden lengte.
Hoewel men meetkunden technisch al kan construeren door de voorwaarde van commutativiteit uit de constructie weg te laten, zijn de resultaten van zo'n actie meestal triviaal of niet interessant. Men verwijst daarom vaak naar wat men eigenlijk differentiële niet-commutatieve meetkunde zou moeten noemen, een onderwerp dat door de Franse wiskundige Alain Connes werd ontwikkeld en uitgebouwd. Er wordt in de niet-commutatieve meetkunde geprobeerd om het ontbreken van de commutatieve vermenigvuldiging te omzeilen, dit hoewel commutatieve multipliciteit een vereiste is binnen eerdere meetkundige theorieën van algebraïsche structuren. Het doel van de niet-commutatieve meetkunde is een belangrijk wiskundig instrument te worden voor het beschrijven van de meetkunde op de planckschaal, zoals op het gebied van de kwantumgravitatie, de snaartheorie, of de niet-commutatieve kwantumveldentheorie, met inbegrip van de eerste succesvolle kwantumveldentheorie, de kwantumelektrodynamica.
Von Neumann-algebra's worden in de niet-commutatieve meetkunde behandeld.

## Websites
- A Connes. Noncommutative Geometry, 1994.  gearchiveerd
- A Connes en M Marcolli. Noncommutative geometry, quantum fields and motives, 2008.  voor de American Mathematical Society.  gearchiveerd
- Noncommutative geometry. blog